# 4e régiment d'hélicoptères des forces spéciales
Le  4e régiment d'hélicoptères des forces spéciales (4e RHFS) est un régiment de l'Armée de terre française. 
Il est basé à Pau. C'est une des unités du commandement des actions spéciales terre (CAST) et dépendant, pour emploi, du commandement des opérations spéciales (COS).

## Histoire
L'escadrille des opérations spéciales (EOS) est créée à Pau en 1993 au sein du 4e régiment d'hélicoptères de commandement et de manœuvre (4e RHCM).
Le détachement ALAT des opérations spéciales (DAOS) est créé le 1er juillet 1997. Il fait partie du groupement spécial autonome (GSA) qui devient la brigade des forces spéciales terre (BFST) en 2002.
Le 1er août 2009, le détachement ALAT des opérations spéciales se transforme en 4e régiment d'hélicoptères des forces spéciales (4e RHFS).

## Missions
- Transporter et appuyer les forces spéciales françaises sur tous les théâtres d'opérations, de jour comme de nuit et dans n'importe quelle circonstance ;
- Transporter et appuyer les forces d'intervention spécialisées du ministère de l'intérieur (GIGN et RAID).

## Organisation
Les capacités du régiment ont été augmentées et le nombre de ses escadrilles a été porté à 6, l'effectif passant d'environ 250 militaires lors de sa création à environ 500 en 2016. 
Le régiment était divisé, en 2016, en 6 escadrilles des opérations spéciales (ou EOS) exploitant le parc aérien suivant : 
- EOS 1 : équipée de 10 Cougar;
- EOS 2 (créée en 1997[2]) : équipée de 12 Gazelle de divers modèles (canon de 20 mm, minigun M134, Viviane et « lisse ») ;
- EOS 3 : équipée de 8 Caracal (dont deux de l'Armée de l'air) ;
- EOS 4 : équipée de 5 Puma de l'Armée de terre ;
- EOS 5 : équipée de 2 Puma de l'Armée de l'air ;
- EOS 6 : équipée de 8 Tigre HAP.

Caracal et Cougar seront remplacé par 18 NH90 TTH « Forces Spéciales » entre l'été 2026 et le printemps 2029.
Les escadrilles 4 et 5 du régiment, armées respectivement par l'Armée de terre et l'Armée de l'air et implantées sur la base aérienne 107 à Villacoublay, constituent le groupe interarmées d'hélicoptères (GIH), un organisme à vocation interarmées (OVIA) terre dont la mission principale est l'appui aux forces d'intervention du ministère de l'intérieur, et notamment au GIGN de la Gendarmerie nationale et au RAID de la Police nationale.
- La 7e escadrille est chargée de l’appui et de l’engagement et est constitué  ; 
  - d'un peloton RAVTAC (Ravitaillement Tactique) sur Véhicule de Ravitaillement dans la Profondeur,
  - d'un peloton SIC (Système d'Information et de Communication),
  - d'un peloton RENS (Renseignement),
  - d'un peloton Drone,
- La 8e escadrille comprenant 145 personnes dont treize aviateurs, est dédiée au soutien des hélicoptères de manœuvres et l’élaboration de nouvelles tactiques[1].

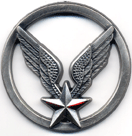
Insigne de béret de l'ALAT.

## Décorations
- Croix de la Valeur militaire avec 3 palmes : une palme le 23 novembre 2011 (au titre de l'opération "Pamir" en Afghanistan), une palme le 6 novembre 2014 (au titre de l'opération "Serval" au Mali) et une palme, décision du 9 janvier 2025 (au titre de l'opération Barkhane). le régiment est autorisé à porter la fourragère aux couleurs du ruban de la croix de la Valeur militaire avec agrafe "Sahel"

## Sources et bibliographie
- « Hommage de la Nation aux soldats morts pour la France » [archive du 15 novembre 2011] [PDF], sur lignesdedefense.blogs.ouest-france.fr, 11 novembre 2011 (consulté le 10 décembre 2018) : « […] les vingt-quatre unités suivantes recevront la Croix de la valeur militaire ultérieurement sur leur emblème. Au titre de l’opération Pamir (Afghanistan) : […] 4e régiment d’hélicoptères des forces spéciales (Pau) », p. 22.